# روبن تورکیلا
روبن تورکیلا (انگلیسی: Rubén Torrecilla؛ زادهٔ ۲۴ مهٔ ۱۹۷۹) بازیکن فوتبال اهل اسپانیا است.
از باشگاه‌هایی که در آن بازی کرده‌است می‌توان به باشگاه فوتبال گرانادا اشاره کرد.